# 送報伕
〈送報伕〉（日语：新聞配達夫）為臺灣作家楊逵1932年所著的日文中篇小說。該小說經賴和推薦與修改，前半部原出刊於《臺灣新民報》（連載期間1932年5月19日~5月27日），惟內容在當時日本統治下臺灣總督府不允許在臺灣全文刊畢，故後半部的刊載遭禁，而後全文乃改於1934年10月重新在日本發表，並獲選東京《文學評論》雜誌第二獎（時年第一獎從缺）， 係臺籍作家首次在日本文壇獲獎，然該書（第1卷第8號）在臺灣仍禁止販售。:頁57-58、頁232 〈送報伕〉原文為日文，於1936年由胡風將其翻譯成中文而引進中國，並發表於上海《世界知識》雜誌，廣受中國讀者歡迎。:頁59 該翻譯版本後被刊載於《山靈─朝鮮臺灣短篇集》和《世界弱小民族小說集》，並在1936年4月由上海文化生活出版社出版。 1946年後胡風翻譯的中日對照本〈送報伕〉於臺灣以專書出刊。:頁68-69
該書的創作，源於楊逵1924年8月因不願屈從家庭為他安排的婚姻，出走赴日期間為求自籌生活經費，白日兼職送報、水泥工、建築小工……等雜工之實際經驗，並參考當時底層日本工人的生活見聞所創作。:頁376 楊逵藉書中主角（楊君）的角色，透過描述其身為底層勞工，由蒙昧、恐懼、痛苦到團結無產階級的勞工爭取自身權益，逐漸清醒、覺悟，進而積極反抗資本業主剝削的過程，最終從中找到個人自信與自身的價值判斷，呈現楊逵身為知識分子，對於社會改革及反抗社會體制不公的心境。:頁190-191

## 故事大綱
〈送報伕〉一文為楊逵成名作，該書內容主要描述臺灣籍青年楊君，因日本政府協助糖業資本家掠奪農民土地，導致家裡遭逢巨變後，決定赴東京謀求新發展的一系列故事。期間主角從成為一名送報伕開始，遭受到資本方總總勞動條件的壓榨與欺騙，被迫失業與賠光積蓄之際，又得知母親上吊自盡，在種種打擊下所幸看見一線曙光，目睹東京的送報伕們以團結罷工的行動迫使資本家讓步，得以改善工作環境與合理待遇之後，楊君終於帶著從鬥爭中學得的經驗踏上返鄉之路。

## 小說的意義
臺灣的日治時期（1895年至1945年間），一批臺籍作家，藉由創作闡述其社會主義思想的理念，包含楊逵的〈送報伕〉與呂赫若的〈牛車〉皆為其例。:頁7〈送報伕〉小說的寫作，是主角以主觀的敘事者角度撰寫，闡述身為底層勞工由蒙昧、恐懼、痛苦到團結無產階級的勞工爭取自身權益，逐漸清醒、覺悟，進而積極反抗資本業主剝削的過程，最終從中找到個人自信與自身的價值判斷。 楊逵透過呈現醜陋的現實，反襯出知識分子的覺醒與行動決心，亦傳達其為不脫離社會的改革者精神，〈送報伕〉原文末段「我（楊君）滿懷著信心，從巨輪蓬萊號的甲板上凝視著臺灣的春天-這寶島，在日本帝國主義統治之下，表面上雖然裝得富麗肥滿，但只要插進一針，就會看到惡臭逼人的血膿的迸流！」即可看到楊逵身為知識分子，對於社會改革及反抗社會體制不公的心境。:頁190-191

## 版本差異
楊逵〈送報伕〉原於1932年發表於《臺灣新民報》，由於全文的後半部遭禁刊，故有前、後篇之分，並於2年後的1934年重新以「全篇」刊載於《文學評論》中。然經塚本照和研究發現，該作品前後段落表達上有頗大差異或有刪文，該狀況可能受到日治時期下，思想言論的控制，以及臺灣二戰後日本離台，恢復表達自由的影響，又原文曾於文末署名「譯者不詳」，但今日所見中文版本乃為「胡風」所譯為主，故是否有臺灣光復後由譯者改寫的情形，使作品於「版本」、「譯者」甚至「編者」上有值得探討的疑點。

## 相關原件收藏
楊逵〈送報伕〉除了出版的書籍外，其作品原件由楊逵家屬楊建先生捐贈至國立臺灣文學館，計有下方兩件，相關內容可查閱該館典藏查詢系統。
- 「送報伕日中對照版(楊逵裝幀書)」；製作者：楊逵；典藏單位：國立臺灣文學館。此為楊逵試作《送報伕》中日對照書，據家屬記憶為楊逵親自裝幀，以改造文庫的《十年》一書作為底本，左頁黏貼日文，右頁黏貼胡風中譯的內容，再加上楊逵的校對，中日文皆有之。
- 「新聞配達夫(後篇)」 ；作者：楊逵；典藏單位：國立臺灣文學館。此為楊逵所作日文手稿原件。

## 外部連結
- 國立臺灣文學館文物典藏查詢系統 （页面存档备份，存于）
- 臺灣華文電子書庫：《送報伕》電子書

- 《送報伕》改編影片